# Aeroport d'Albacete
El Aeroport d'Albacete (codi IATA: ABC, codi OACI: LEAB) és un aeroport públic espanyol d'Aena situat al costat de la Base Aèria de Los Llanos de l'Exèrcit de l'Aire, al sud de la ciutat espanyola d'Albacete, a uns 4 quilòmetres del centre. Va començar a funcionar com a aeroport civil oficialment l'1 de juliol de 2003 quan AENA va convertir una part de l'aeròdrom militar de Los Llanos en un aeroport comercial. En aquesta data va arribar un vol de la companyia Hola Airlines des de l'aeroport internacional de Palma. L'aeroport d'Albacete és l'únic aeroport públic de Castella-la Manxa.

## Ubicació i comunicacions
L'aeroport està situat a 3,9 quilòmetres al sud de la ciutat d'Albacete. Molt proper a les instal·lacions aeroportuàries es troben la Base Aèria de Los Llanos, la Maestranza Aèria d'Albacete, l'Escola de Pilots de l'OTAN i el Parc Aeronàutic i Logístic d'Albacete.

### Accés per carretera
Actualment s'accedeix a través de la carretera CM-3203, encara que ja està redactat el projecte per a l'inici de les obres de la futura Autovia de Los Llanos que connectaria amb la circumval·lació sud d'Albacete.

### Accés en taxi
La terminal disposa de parades de taxi en l'exterior de l'àrea d'arribades correctament senyalitzades.

## Història
La història aeronàutica d'Albacete es remunta a principis del segle xx, encara que les instal·lacions han anat traslladant-se per diferents punts de la comarca albaceteña.

## Tràfic i estadístiques

### Nombre de passatgers, operacions i càrregues
En 2013 es van registrar 1.211 passatgers i 473 operacions.
| \| \| Passatgers \| Operacions \| Càrregues (tones) \| \| ------------------------ \| ---------- \| ---------- \| ----------------- \| \| 2003 \| 4.666 \| 257 \| 0 \| \| 2004 \| 15.055 \| 1.309 \| 0 \| \| 2005 \| 15.992 \| 1.185 \| 0 \| \| 2006 \| 17.516 \| 1.347 \| 7 \| \| 2007 \| 19.881 \| 1.856 \| 10 \| \| 2008 \| 19.254 \| 2.113 \| 8.924 \| \| 2009 \| 15.127 \| 1.419 \| 0 \| \| 2010 \| 11.293 \| 1.243 \| 0 \| \| 2011 \| 8.415 \| 937 \| 0 \| \| 2012 \| 3.916 \| 799 \| 0 \| \| 2013 \| 1.211 \| 473 \| 0 \| \| 2014 \| 1.409 \| 441 \| 0 \| \| Font: Aena Statistics[1] \| \| \| \| |            |            |                   |
| | Passatgers | Operacions | Càrregues (tones) |
| 2003 | 4.666      | 257        | 0                 |
| 2004 | 15.055     | 1.309      | 0                 |
| 2005 | 15.992     | 1.185      | 0                 |
| 2006 | 17.516     | 1.347      | 7                 |
| 2007 | 19.881     | 1.856      | 10                |
| 2008 | 19.254     | 2.113      | 8.924             |
| 2009 | 15.127     | 1.419      | 0                 |
| 2010 | 11.293     | 1.243      | 0                 |
| 2011 | 8.415      | 937        | 0                 |
| 2012 | 3.916      | 799        | 0                 |
| 2013 | 1.211      | 473        | 0                 |
| 2014 | 1.409      | 441        | 0                 |
| Font: Aena Statistics |            |            |                   |

## Aerolínies i destinacions
A data de gener de 2014, cap aerolínia duu a terme vols regulars des d'o cap a l'Aeroport d'Albacete.
Solen operar vols charter de temporada a destinacions vacacionals a l'estiu i en nadal.
A més, l'aeroport acull bastants vols privats, molts operats per Airbus Helicopter per portar a treballadors a les seves fàbriques de Marsella i Alemanya i per transportar helicòpters de nova creació a altres països. I a l'hivern sol haver-hi molts vols privats per motius cinegètics.

## Codis internacionals
- Codi IATA: ABC
- Codi OACI: LEAB